# Sergi Cardona
Pour les articles homonymes, voir Cardona (homonymie).
Sergi Cardona, né le 8 juillet 1999 à Lloret de Mar en Espagne, est un footballeur espagnol qui évolue au poste d'arrière gauche à Villarreal CF.

## Biographie

### Formation et débuts
Né à Lloret de Mar en Espagne, Sergi Cardona est formé par le Gimnàstic de Tarragone. Il commence sa carrière avec ce club, jouant son premier match le 9 juin 2019 lors d'une rencontre de deuxième division espagnole contre le CD Lugo. Il entre en jeu et les deux équipes se neutralisent (1-1 score final),.

### UD Las Palmas
Le 26 septembre 2020, Cardona rejoint librement l'UD Las Palmas, étant dans un premier temps intégré à l'équipe réserve du club.
Cardona joue son premier match avec l'équipe première le 30 mai 2021, lors d'une rencontre de championnat face à l'UD Logroñés. Il est titularisé et son équipe s'impose par un but à zéro.
Le 16 juin 2022, Cardona prolonge son contrat avec Las Palmas jusqu'en juin 2024.
Il joue son premier match de Liga, la première division espagnole, le 12 août 2023, lors de la première journée de la saison 2023-2024, face au RCD Majorque. Il entre en jeu à la place de Daley Sinkgraven et les deux équipes se partagent les points (1-1 score final).